# Olimp Riga
L'Olimp Riga était un club de hockey sur glace de Riga en Lettonie. Il évoluait dans l'Optibet hokeja līga, l'élite lettone.

## Historique
Le club est créé en 2018 et disparaît quatre ans plus tard, en 2022.

## Palmarès
- Champion de Lettonie : 2021.